# Marietje Noordkamp
Marietje Noordkamp (Losser, 3 maart 1943) is een Nederlands actrice en kunstenares.
Ze is lid van de Losserse toneelvereniging de Rommelpot sinds 1972.
Marietje Noordkamp heeft haar voetstappen gezet in 2017 in de "Walk of Fame" bij het Brueghelmonument in Losser

## Rollen
- Van 2005-2009 in de serie Van Jonge Leu en Oale Groond als Minie Wildspieker
- Van 2012-2013 in de komedie Groote markt 30[4] als moeder van kroegeigenaar Geert Grotestroek.
- In 2017 in de film Gek van geluk als Dorpsvrouw Marie.
- In 2020 in de film De Beentjes van Sint-Hildegard als Mevrouw Haarman

## Kunstenares
Sinds 1990 beschildert zij zijden sjaals en is regelmatig aanwezig op diverse kunstmarkten in Nederland en Duitsland.